# Qiao Xin
Qiao Xin (chino simplificado= 乔欣, chino tradicional= 喬欣) también conocida como Bridgette Qiao, es una actriz y cantante china, conocida por haber interpretado a Guan Ju'er en la serie Ode to Joy.

## Biografía
Se graduó de la Academia Central de Arte Dramático (inglés: "Central Academy of Drama").
Es muy buena amiga de las actrices Yang Zi y Liu Tao.

## Carrera
Es miembro de la agencia "Easy Entertainment".
El 18 de abril del 2016 se unió al elenco principal de la serie Ode to Joy donde dio vida a Guan Ju'er, una joven callada e introvertida pasante de una compañía, que se esfuerza por ponerse al día con sus compañeros debido a su poca formación académica, que se enamora del músico Xie Tong (Deng Lun), hasta el final de la serie el 10 de junio del 2017.
En diciembre del 2017 se unió al elenco recurrente de la serie Nirvana in Fire 2 donde interpretó a la Princesa Xun Anru, la sobrina de Xun Baishui (Bi Yanjun) y de la Emperatriz Xun (Mei Ting).
El 13 de abril del 2019 se unió al elenco principal de la serie In Youth (趁我们还年轻) donde dio vida a Lin Ziyu, una joven mujer que termina obteniendo un trabajo en la prestigiosa firma de relaciones públicas "Feilin", donde se enamora de su jefe Fan Shuchen (Leon Zhang), hasta el final de la serie el 3 de mayo del mismo año.
El 10 de agosto del mismo año apareció como invitada en el popular programa chino Happy Camp junto a Wei Daxun, Wu Jinyan, Xiao Zhan y Wang Yibo.
El 8 de octubre del mismo año se unió al elenco principal de la serie My Girlfriend donde interpretó a Ding Xiaorou, una joven que ha estado soltera por 27 años desde que nació y que está convencida de que nunca encontrará el verdadero amor, hasta que conoce al productor Chi Xin (Xu Weizhou), hasta el final de la serie el 5 de noviembre del mismo año.
En 2020 se unió al elenco de la serie Cross Fire,  Sisyphus y The Ordinary Glory.
El 2 de diciembre del mismo año protagonizó el drama de negocios “ You Complete me”, junto a Hu Yi Tian, donde dio vida a Lin Wo, una cazatalentos.
En 2021 se unió al elenco de Song of Youth, junto a Bai Lu como protagonista, donde dio vida a Sun You Rong, la tercera hija de la familia Sun.
Ese mismo año, protagoniza el drama Dream Garden, junto a Gong Jun, donde interpreta a Xiao Bei Bei (Xiao Xiao), una bloguera, que da consejos sobre amor, pero que nunca se ha enamorado. 
En diciembre del mismo año se une al elenco del drama Crying ando Laughing Scholar, dónde tiene un personaje secundario llamada Wu Yu Wen.
El 5 se febrero del 2022 protagoniza The Autumn Ballad junto a Jeremy Tsui, en dónde interpreta a Qiu Yan.
El 31 de octubre del mismo año tiene otro protagónico en el drama Winter Night, que tiene como protagonista masculino a Kido Ma, en dónde ella interpreta a Zheng Da Qian.￼

## Filmografía

### Series de televisión
| Año         | Título                                         | Personaje               | Notas        |
| ----------- | ---------------------------------------------- | ----------------------- | ------------ |
| 2022        | Winter Night                                   | Zheng Da Qian           | 24 episodios |
| 2022        | The Autumn Ballad                              | Qiu Yan                 | 34 episodios |
| 2021        | Crying ando Laughing Scholar                   | Wu Yu Wen               | 42 episodios |
| 2021 - 2022 | Dream Garden                                   | Xiao Xiao / Xiao Beibei | 16 episodios |
| 2021        | Song of Youth                                  | Sun You Rong            | (invitada)   |
| 2020        | You Complete Me                                | Lin Wo                  | 40 episodios |
| 2020        | The Ordinary Glory                             | Lan Qian Yi             | 41 episodios |
| 2020        | Sisyphus                                       | Sun Xiao Meng           | 12 episodios |
| 2020        | Cross Fire                                     | Tao Zi                  | 1 episodio   |
| 2019        | My Girlfriend                                  | Ding Xiaorou            | 28 episodios |
| 2019        | In Youth                                       | Lin Ziyu                | 38 episodios |
| 2018        | The Road of Light                              | Yang Yiyi               | 40 episodios |
| 2017 - 2018 | Nirvana in Fire 2: The Wind Blows in Chang Lin | Princesa Xun Anru       | 50 episodios |
| 2017        | Ode to Joy 2                                   | Guan Ju'er              | 55 episodios |
| 2016        | How Much Love Can Be Repeated                  |                         | 56 episodios |
| 2016        | Ode to Joy                                     | Guan Ju'er              | 42 episodios |
| 2016        | Legend of Nine Tails Fox                       | Yao A Xiu               | 37 episodios |
| 2016        | Nirvana in Fire                                | Yuwen Nian              | 54 episodios |
| 2013        | The Distance of Love                           | Xiu Xiu                 | 36 episodios |

### Películas
| Año  | Título           | Personaje  | Notas                                         |
| ---- | ---------------- | ---------- | --------------------------------------------- |
| 2016 | The Match (击战) | Bai Xiaoyu | junto a Wang Sen, Wang Jingchun y Bao Chunlai |

### Apariciones en programas
| Año             | Programa                           | Notas                                |
| --------------- | ---------------------------------- | ------------------------------------ |
| 2020 - presente | Let's Shaka (夏日冲浪店)           | miembro                              |
| 2019            | Happy Camp                         | invitada                             |
| 2019            | Hua Hua Wan Wu (花花万物)          | invitada - (programa de entrevistas) |
| 2019            | My Agent and I                     | 10 episodios - miembro               |
| 2019            | Who's the Murderer: Season 4       | (ep. #10) - invitada                 |
| 2018            | The Inn                            | 2 episodios - (ep. #6-7) - invitada  |
| 2017            | 旅途的花样                         | 3 episodios - invitada               |
| 2017            | Challenger's Alliance (挑战者联盟) | invitada                             |
| 2017            | 大学生来了                         | invitada                             |
| 2017            | Date Super Star (约吧大明星第二季) | 8 episodios                          |
| 2017            | Very Quiet Distance (非常静距离)   |                                      |
| 2016            | 爱奇艺 - 大牌对王牌                |                                      |

### Apariciones en videos musicales
| Año  | Artista    | Canción  | Notas |
| ---- | ---------- | -------- | ----- |
| 2019 | Xiong Ziqi | "Cactus" |       |

### Eventos
| Año  | Título                                                                  | Notas                                            |
| ---- | ----------------------------------------------------------------------- | ------------------------------------------------ |
| 2021 | 2020 Weibo Night                                                        |                                                  |
| 2020 | Myanmar Fanmeeting                                                      | junto a Yang Zi                                  |
| 2020 | Fendi Menswear “Solar Dream” Spring/Summer 2020 Collection Launch Event | en Beijing                                       |
| 2019 | Esquire China’s 16th Man At His Best Award                              |                                                  |
| 2019 | Cosmopolitan China - 2019 Cosmo Glam Night                              |                                                  |
| 2019 | BALMAINSS20 Women’s Show at Paris Fashion Week                          |                                                  |
| 2019 | Tiffany & Co.’s "Vision & Virtuosity" Exhibition                        | en Shanghái                                      |
| 2019 | NARS 25th Anniversary Event                                             | en Shanghái                                      |
| 2017 | CCTV Spring Festival Gala 2017 (央视2017鸡年春节联欢晚会)               | junto a Liu Tao, Jiang Xin, Wang Ziwen y Yang Zi |

### Revistas / sesiones fotográficas
| Año  | Título                 | Notas                                            |
| ---- | ---------------------- | ------------------------------------------------ |
| 2020 | Madame Figaro Park     |                                                  |
| 2020 | ELLEidol               |                                                  |
| 2019 | inStyle China          | (publicación #574)                               |
| 2019 | Vogue China            | (modeló "Liu Tao x Etro Capsule Collection")     |
| 2019 | Tory Burch             |                                                  |
| 2017 | L'OFFICIEL (时装 杂志) |                                                  |
| 2017 | LifeStyle              |                                                  |
| 2017 | Brides (新娘)          |                                                  |
| 2016 | ELLE (世界时装之苑)    | junto a Liu Tao, Jiang Xin, Wang Ziwen y Yang Zi |

## Discografía
| Año  | Canción                                                    | Álbum                    | Notas                                            |
| ---- | ---------------------------------------------------------- | ------------------------ | ------------------------------------------------ |
| 2020 | “Love Clarity”(爱清晰)                                     | OST de “You Complete me” |                                                  |
| 2017 | "Us" (我们)                                                | OST de "Ode to Joy 2"    | junto a Liu Tao, Jiang Xin, Wang Ziwen y Yang Zi |
| 2017 | "I Want To Be Your Crazy Girl" (想做你的瘋女孩)            | OST de "Ode to Joy 2"    |                                                  |
| 2016 | "There Will Be Happiness Waiting for You" (总有幸福在等你) | OST de "Ode to Joy"      | junto a Liu Tao, Jiang Xin, Wang Ziwen y Yang Zi |
| 2016 | "Breaking out of the Cocoon" (破茧)                        | OST de "Ode to Joy"      |                                                  |

### Otros
| Año  | Canción        | Álbum                          | Notas                                                                                            |
| ---- | -------------- | ------------------------------ | ------------------------------------------------------------------------------------------------ |
| 2020 | 心暖心等于世界 | Lanzado por Xinhua News Agency | (Canción y mensajes para apoyar a quienes luchan contra el coronavirus) - junto a otros artistas |

## Beneficencia
En abril del 2020 participó junto a las actrices Zhao Lusi, Zhong Chuxi y Song Yanfei, en la promoción de las camisetas de flor de cerezo "LOVE CREATES" de Dazzle Fashion, cuyos ingresos serán donados a la Facultad de Medicina y Odontología de la Universidad de Wuhan (inglés: "Wuhan University’s Faculty of Medicine & Dentistry").

## Premios y nominaciones
| Año  | Categoría                                                             | Premio                                      | Trabajo      | Resultado |
| ---- | --------------------------------------------------------------------- | ------------------------------------------- | ------------ | --------- |
| 2017 | Most Promising Actress                                                | 9th China TV Drama Award                    | Ode to Joy 2 | Ganó      |
| 2017 | Best Collaboration (junto a Liu Tao, Jiang Xin, Wang Ziwen y Yang Zi) | 2nd China Television Drama Quality Ceremony | Ode to Joy   | Ganaron   |
| 2016 | Best Newcomer (TV)                                                    | 5th iQiyi All-Star Carnival                 | Ode to Joy   | Ganó      |